# Chef-Boutonne
Chef-Boutonne ist eine französische Gemeinde mit 2.387 Einwohnern (Stand: 1. Januar 2022) im Département Deux-Sèvres in der Region Nouvelle-Aquitaine. Sie gehört zum Arrondissement Niort und zum Kanton Melle.
Sie entstand als namensgleiche Commune nouvelle mit Wirkung vom 1. Januar 2019 durch die Zusammenlegung der bisherigen Gemeinden Chef-Boutonne, La Bataille, Crézières und Tillou, die in der neuen Gemeinde den Status einer Commune déléguée haben. Der Verwaltungssitz befindet sich im Ort Chef-Boutonne.

## Geographie
Chef-Boutonne liegt etwa 61 Kilometer südwestlich von Poitiers und etwa 38 Kilometer südöstlich von Niort. Hier entspringt der Fluss Boutonne. Umgeben wird Chef-Boutonne von den Nachbargemeinden Alloinay im Norden und Nordosten, Valdelaume im Osten und Südosten, Loubigné im Süden, La Bataille im Südwesten, Fontenille-Saint-Martin-d’Entraigues im Westen und Tillou im Nordwesten.
Durch die Gemeinde führen die früheren Routes nationales 737 und 740 (heutige D737 und 740).

## Bevölkerungsentwicklung
| Jahr                       | 1962 | 1968 | 1975 | 1982 | 1990 | 1999 | 2010 | 2019 |
| Einwohner                  | 2150 | 2218 | 2394 | 2387 | 2288 | 2218 | 2126 | 2457 |
| Quellen: Cassini und INSEE |      |      |      |      |      |      |      |      |